# Gino Bosz
Gino Bosz (Rotterdam, 23 april 1993) is een Nederlandse voetballer die doorgaans als verdediger of als middenvelder speelt. Hij is een zoon van voetbaltrainer Peter Bosz.

## Clubcarrière
Op 3 oktober 2014 liet Vitessetrainer Peter Bosz zijn zoon Gino Bosz debuteren in het betaald voetbal, tijdens een wedstrijd waarin Vitesse het thuis opnam tegen ADO Den Haag. Hij mocht in de blessuretijd invallen voor verdediger Arnold Kruiswijk. Vitesse won de wedstrijd met 6-1 na doelpunten van Marko Vejinović (3x), Kelvin Leerdam (2x) en een eigen doelpunt van ADO-verdediger Timothy Derijck. Bosz kwam het seizoen 2014/15 verder niet meer in actie voor het eerste elftal. Hij tekende in juni 2015 vervolgens een tweejarig contract bij Heracles Almelo. Daarvoor speelde hij dat jaar vier competitiewedstrijden. Daarin maakte hij zijn eerste doelpunt in de Eredivisie. Bosz verhuisde in juni 2016 opnieuw. Ditmaal tekende hij tot medio 2018 bij het dan net naar de Eerste divisie gedegradeerde SC Cambuur. In zijn contract werd een optie voor nog een seizoen opgenomen. Het lukte Bosz echter niet om basisspeler te worden. Als gevolg daarvan ontbonden de club en hij in januari 2017 zijn contract. Bosz hield vervolgens zijn conditie op peil bij Jong Vitesse en kreeg vervolgens een contract. In dit seizoen 2017/18 werd hij met Jong Vitesse kampioen in de Derde divisie (Zondag). Na afloop van zijn contract bij Vitesse vertrok Bosz naar Go Ahead Eagles waar hij tekende voor één jaar met optie voor een extra jaar. Eind augustus 2020 werd zijn contract daar ontbonden. In september 2020 sloot hij dan aan bij het Griekse Doxa Drama dat uitkomt in de Super League 2. Eind 2020 verliet hij de club.
Voor het seizoen 2021/22 ging Bosz naar SV TEC dat uitkomt in de Tweede divisie. Hoewel hij clubtopscorer werd met tien doelpunten verliet hij TEC na dat seizoen om op een lager niveau te voetballen bij VV Unicum. Na enkele maanden echter besliste hij om het volgende seizoen opnieuw in een hogere reeks uit te komen. Hij tekende toen in november 2022 een contract tot midden 2024 bij V.V. IJsselmeervogels. Een maand later kwamen IJsselmeervogels en Unicum overeen dat Bosz al tijdens de winterstop van het seizoen 2022/2023 de overstap zou maken naar de club uit Spakenburg. 

## Clubstatistieken

### Beloften
| Seizoen                        | Club            | Competitie      | Wedstrijden | Doelpunten |
| ------------------------------ | --------------- | --------------- | ----------- | ---------- |
| 2017/18                        | Jong Vitesse    | Derde divisie   | 28          | 11         |
| Totaal beloften                | Totaal beloften | Totaal beloften | 28          | 11         |
| Bijgewerkt op 18 november 2018 |                 |                 |             |            |

### Senioren
| Seizoen        | Club            | Competitie     | Competitie | Competitie | Beker | Beker | Internationaal | Internationaal | Overig | Overig | Totaal | Totaal |
| Seizoen        | Club            | Competitie     | Duels      | Goals      | Duels | Goals | Duels          | Goals          | Duels  | Goals  | Duels  | Goals  |
| -------------- | --------------- | -------------- | ---------- | ---------- | ----- | ----- | -------------- | -------------- | ------ | ------ | ------ | ------ |
| 2014/15        | Vitesse         | Eredivisie     | 1          | 0          | 0     | 0     | –              | –              | 0      | 0      | 1      | 0      |
| 2015/16        | Heracles Almelo | Eredivisie     | 4          | 1          | 1     | 0     | –              | –              | 0      | 0      | 5      | 1      |
| 2016/17        | SC Cambuur      | Eerste Divisie | 7          | 1          | 1     | 0     | –              | –              | 0      | 0      | 8      | 1      |
| 2017/18        | Vitesse         | Eredivisie     | 0          | 0          | 0     | 0     | 0              | 0              | 0      | 0      | 0      | 0      |
| 2018/19        | Go Ahead Eagles | Eerste Divisie | 34         | 1          | 2     | 0     | –              | –              | 4      | 0      | 40     | 1      |
| 2019/20        | Go Ahead Eagles | Eerste Divisie | 10         | 0          | 0     | 0     | –              | –              |        |        | 7      | 0      |
| Carrièretotaal | Carrièretotaal  | Carrièretotaal | 56         | 3          | 4     | 0     | 0              | 0              | 4      | 0      | 61     | 3      |

## Erelijst

#### MetJong Vitesse
| Nationaal     |    |      |
| Derde divisie | 1x | 2018 |